# Görögországban történt légi közlekedési balesetek listája
A Görögországban történt légi közlekedési balesetek listája mind a halálos áldozattal járó, mind pedig a kisebb balesetek, meghibásodások miatt történt, gyakran csak az adott légiforgalmi járművet érintő baleseteket is tartalmazza évenkénti bontásban.

## Görögországban történt légi közlekedési balesetek

### 2005
- 2005. augusztus 14., Grammatiko. A Helios Airways 522-es járata, egy Boeing 737-31S típusú utasszállító repülőgép a fedélzeten bekövetkezett nyomásváltozás miatt és az üzemanyag elfogyása miatt lezuhant. A fedélzeten tartózkodó 115 utas és 6 fős személyzet mindegyike életét vesztette.[1][2]

### 2018
- 2018. április 12., Égei-tenger, Szkírosz szigetétől északra. A Görög Légierő egyik Mirage 2000-5 típusú vadászrepülőgépe lezuhant. A pilótát keresik.[3]